# M83 (album)
M83 je debutové album francouzské skupiny M83. Bylo nahráno v průběhu roku 2000 a vydáno pod záštitou vydavatelství Gooom. Opětovně bylo vydáno v roce 2005 v Severní Americe vydavatelstvím Mute Records.

## Seznam skladeb
1. "Last Saturday" – 0:58
2. "Night" – 5:47
3. "At the Party" – 1:01
4. "Kelly" – 4:27
5. "Sitting" – 3:03
6. "Facing That" – 7:35
7. "Violet Tree" – 4:53
8. "Staring at Me" – 1:37
9. "I'm Getting Closer" – 5:19
10. "She Stands Up" – 5:42
11. "Carresses" – 6:31
12. "My Face" – 1:39
13. "I'm Happy, She Said" – 10:05

*Severoamerická verze M83 obsahuje 14 skladeb; "Slowly" 4:58 jako bonusovou skladbu na 12. pozici.

## Kompilace
Skladby z alba se nachází v těchto kompilacích:
- Romania
- Global Underground - Romania (limitovaná edice)
- Revive the Soul
- Silent Alarm (explicitní verze)
- Ultra Chilled 5 / Various
- Bugged Out Mix
- Fundacion
- Suck My Deck
- Essential Lounge
- Back to Mine